# Erikstads församling
Erikstads församling var en församling i Karlstads stift och i Melleruds kommun. Församlingen uppgick 2010 i Bolstads församling.

## Administrativ historik
Församlingen har medeltida ursprung. 
Församlingen var till 2006 annexförsamling i pastoratet Bolstad, Grinstad och Erikstad som till 1962 även omfattade Gestads församling. Från 2006 till 2010 ingick församlingen i ett pastorat med Holms församling som moderförsamling. Församlingen uppgick 2010 i Bolstads församling.

## Kyrkor
- Erikstads kyrkoruin
- Erikstads kyrka